# Радченко Олексій Олександрович
ОЛЕКСІЙ ОЛЕКСАНДРОВИЧ РАДЧЕНКО
Народився 14 січня 1985 року в Києві.
Навчався в столичній середній школі №200, Київському фінансово-
економічному коледжі в м. Ірпені. Займався спортом, вів активний спосіб
життя, любив подорожувати і дізнаватися нове. У 2006 році закінчив
факультет податкової міліції Національної академії державної податкової
служби України, отримав перше офіцерське звання.  
Як зразковий курсант у 2003 та 2004 роках брав участь у військових парадах
на Хрещатику до Дня Незалежності України.
Працював за спеціальністю у Печерському, Подільському, Шевченківському
відділах Державної податкової інспекції України у м. Києві та в головному
управлінні ДПС у м. Києві. 
 За час роботи отримав звання старшого
лейтенанта, капітана та майора податкової міліції. 
З 2017 року працював у компанії Бізнес секʼюріті груп (БСГ) на компанію
ДТЕК, обіймав посаду менеджера управління з контролю ризиків безпеки
контрагентів. 
У 2023 році заснував власну компанію ТОВ Еліа Крафт і отримав грант від
німецької компанії Help на розвиток своєї справи.
Останні роки проживав у місті Вишневе на Київщині.
З початком повномасштабної війни добровольцем вступив до Національної
гвардії України. Брав участь у охороні важливих державних об’єктів - 6-ї
Київської ТЕЦ, аеропорту Бориспіль, Чорнобильської атомної
електростанції, - періодично виїжджаючи в зони бойових дій Сумської,
Донецької та Харківської областей.
8 вересня 2024 року загинув внаслідок штурмових дій противника на позиції
західніше н.п. Піщане Купʼянського району на Харківщині.
Похований на Північному кладовищі в Києві.
Нагороди
Був нагороджений відзнакою «Учасник параду військ» до Дня Незалежності
України (2003), відзнакою «Учасник параду військ» і медаллю «Учасник
військового параду» (2004),медаллю Національної гвардії України «15 років
сумлінної служби» (2021), посмертно представлений до нагороди «За
мужність» 3 ступеня (2024).